# Associazione San Francesco di Sales
L'Associazione San Francesco di Sales (in francese Association Saint François de Sales) è un'associazione internazionale di fedeli di diritto pontificio.

## Storia
Le origini dll'associazione risalgono alla società delle Figlie di San Francesco di Sales, fondata il 15 ottobre 1872 a Parigi dal sacerdote Henri Chaumont e da Caroline de Colchen, moglie di Jacques-Paul Carré de Malberg. Le Figlie di San Francesco di Sales erano donne che intendevano vivere la perfezione dei consigli evangelici (povertà, obbedienza e castità) senza voti, senza vita comune e senza abito religioso; dopo il 1880, a causa dello scioglimento di numerose congregazioni religiose e della dispersione dei loro membri, la società ebbe un notevole impulso.
La società fu approvata il 28 aprile 1891 dal cardinale François-Marie-Benjamin Richard, arcivescovo di Parigi, e poi da papa Pio X con breve del 13 aprile 1910.
All'interno della società sorsero le suore salesiane missionarie di Maria Immacolata, costituitesi in congregazione religiosa nel 1968 ma rimaste unite alla branca laica dell'istituto tramite un organismo comune: il consiglio superiore.
Il Pontificio consiglio per i laici riconobbe la società come associazione internazionale di fedeli di diritto pontificio il 22 maggio 1994.

## Attività e diffusione
Le donne appartenenti alla società tendono alla santificazione personale e collaborano con le opere parrocchiali e diocesane sotto la dipendenza delle autorità ecclesiastiche.
L'associazione è retta da un consiglio generale presieduto da una direttrice generale: è organizzata in regioni a loro volta suddivise in gruppi; pubblica la rivista bimestrale Le lien salésien.
L'associazione conta 3 029 membri ed è presente in 19 nazioni. La sede centrale dell'associazione è a Parigi.